# Giro delle Fiandre femminile

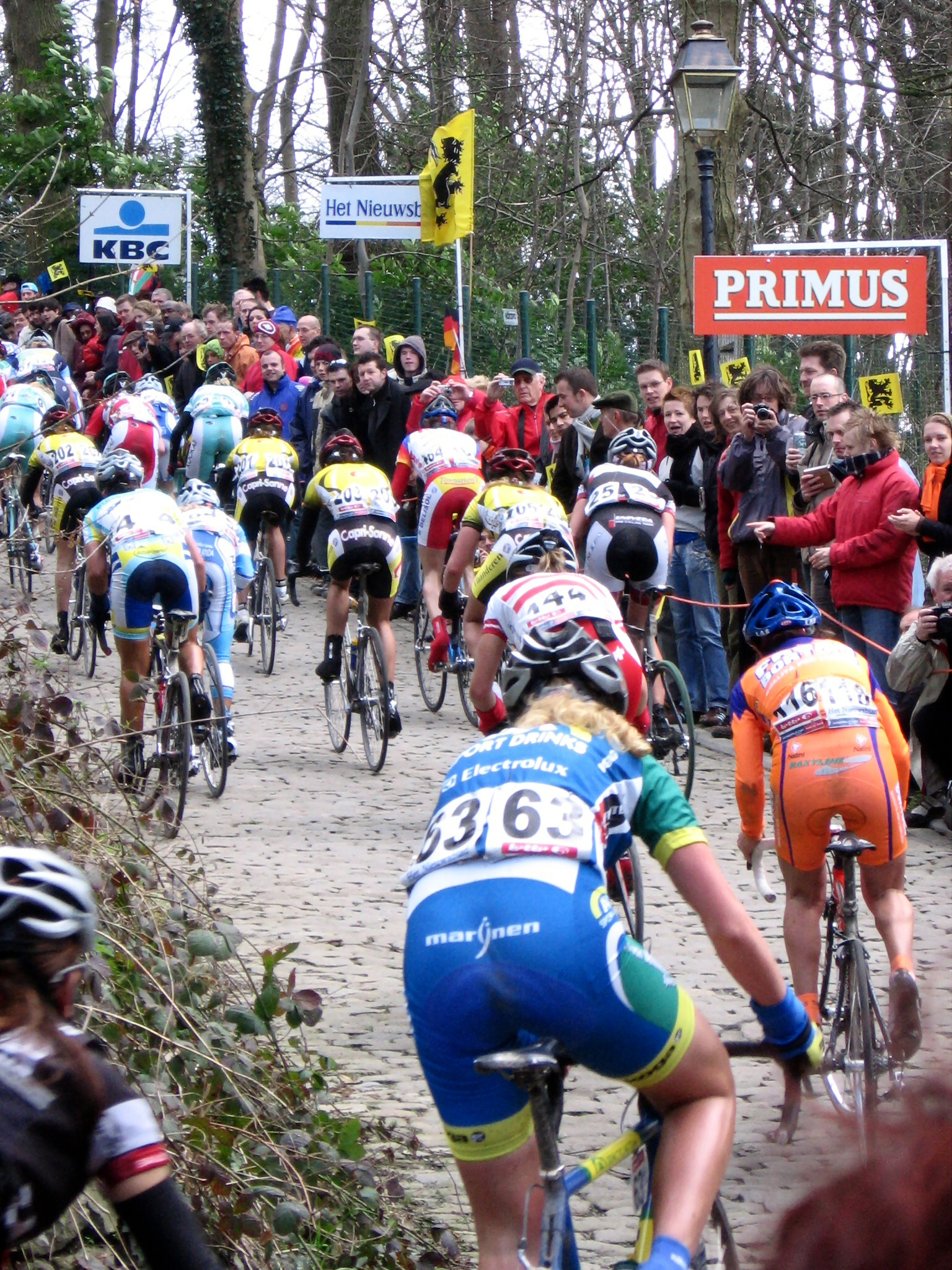
Il Muro di Grammont

Il Giro delle Fiandre femminile (ned.: Ronde van Vlaanderen voor Vrouwen) è una corsa in linea di ciclismo su strada femminile che si tiene ogni aprile nella regione delle Fiandre, in Belgio.
Dal 2004 al 2015 fece parte del calendario di Coppa del mondo femminile.
Dal 2016 è stato invece inserito nel calendario dello Women's World Tour.

## Storia
Organizzata per la prima volta nel 2004, è aperta alle cicliste di categoria Elite. Si corre ogni anno nella stessa giornata della corsa maschile: al pari del percorso della competizione maschile, anche quello della gara femminile è caratterizzato dai tipici muri (10 nell'edizione 2013).
La prima edizione venne vinta dalla russa Zul'fija Zabirova del Team Let's Go Finland, a cui seguirono i successi di Mirjam Melchers della Buitenpoort-Flexpoint Team, vincitrice delle edizioni 2005 e 2006, e della britannica Nicole Cooke della Raleigh-Lifeforce Pro Cycling Team. L'edizione 2008 andò alla tedesca Judith Arndt del Team Columbia, che vinse poi anche la Coppa del mondo.
Nel 2009 è stata un'altra tedesca, Ina-Yoko Teutenberg, ad aggiudicarsi la vittoria, mentre nel 2010 si è imposta la belga Grace Verbeke e l'anno dopo l'olandese Annemiek van Vleuten, anch'ella poi vincitrice della Coppa del mondo. Nel 2012 ha trionfato nuovamente Judith Arndt, l'anno dopo, nella decima edizione, ha vinto la campionessa del mondo Marianne Vos.

## Albo d'oro
Aggiornato all'edizione 2025.
| Anno | Vincitrice           | Seconda                | Terza                 |
| ---- | -------------------- | ---------------------- | --------------------- |
| 2004 | Zul'fija Zabirova    | Trixi Worrack          | Leontien van Moorsel  |
| 2005 | Mirjam Melchers      | Susanne Ljungskog      | Monia Baccaille       |
| 2006 | Mirjam Melchers      | Christiane Soeder      | Loes Gunnewijk        |
| 2007 | Nicole Cooke         | Zul'fija Zabirova      | Marianne Vos          |
| 2008 | Judith Arndt         | Kristin Armstrong      | Kirsten Wild          |
| 2009 | Ina-Yoko Teutenberg  | Kirsten Wild           | Emma Johansson        |
| 2010 | Grace Verbeke        | Marianne Vos           | Kirsten Wild          |
| 2011 | Annemiek van Vleuten | Тat'jana Аntošina      | Marianne Vos          |
| 2012 | Judith Arndt         | Kristin Armstrong      | Joëlle Numainville    |
| 2013 | Marianne Vos         | Ellen van Dijk         | Emma Johansson        |
| 2014 | Ellen van Dijk       | Elizabeth Armitstead   | Emma Johansson        |
| 2015 | Elisa Longo Borghini | Jolien D'Hoore         | Anna van der Breggen  |
| 2016 | Elizabeth Armitstead | Emma Johansson         | Chantal Blaak         |
| 2017 | Coryn Rivera         | Gracie Elvin           | Chantal Blaak         |
| 2018 | Anna van der Breggen | Amy Pieters            | Annemiek van Vleuten  |
| 2019 | Marta Bastianelli    | Annemiek van Vleuten   | Cecilie Uttrup Ludwig |
| 2020 | Chantal Blaak        | Amy Pieters            | Lotte Kopecky         |
| 2021 | Annemiek van Vleuten | Lisa Brennauer         | Grace Brown           |
| 2022 | Lotte Kopecky        | Annemiek van Vleuten   | Chantal Blaak         |
| 2023 | Lotte Kopecky        | Demi Vollering         | Elisa Longo Borghini  |
| 2024 | Elisa Longo Borghini | Katarzyna Niewiadoma   | Shirin van Anrooij    |
| 2025 | Lotte Kopecky        | Pauline Ferrand-Prévot | Liane Lippert         |

## Statistiche

### Vittorie per nazione
Aggiornato all'edizione 2025.
| Pos. | Nazione       | Vittorie |
| ---- | ------------- | -------- |
| 1    | Paesi Bassi   | 8        |
| 2    | Belgio        | 4        |
| 3    | Germania      | 3        |
| 3    | Italia        | 3        |
| 5    | Gran Bretagna | 2        |
| 6    | Russia        | 1        |
| 6    | Stati Uniti   | 1        |